# Chinnasalem
Chinnasalem is een panchayatdorp in het district Kallakurichi van de Indiase staat Tamil Nadu. 

## Demografie
Volgens de Indiase volkstelling van 2001 wonen er 19.519 mensen in Chinnasalem, waarvan 50% mannelijk en 50% vrouwelijk is. De plaats heeft een alfabetiseringsgraad van 69%. 